# Automobilista
Automobilista è un simulatore di guida creato dalla casa brasiliana Reiza Studios e disponibile sul mercato dal 2015.

## Caratteristiche
La particolarità del gioco, che usa lo stesso motore grafico del datato rFactor,  è quella di avere auto e circuiti principalmente del motorsport brasiliano, sconosciuto e presente sia con auto a ruote scoperte, che auto da turismo, stock car e prototipi da endurance.

## Sequel
Nel 2020 è uscito un seguito, Automobilista 2, basato sul Madness Engine di Project CARS 2.